# Santa Caterina Albanese
Santa Caterina Albanese község (comune) Olaszország Calabria régiójában, Cosenza megyében.

## Fekvése
A megye központi részén fekszik. Határai: Fagnano Castello, Malvito, Roggiano Gravina és San Marco Argentano.

## Története
A 17. században alapította Giannandrea La Greca di Mormanno a scaleai herceg birtokán. A 19. század elején, amikor a Nápolyi Királyságban felszámolták a feudalizmust Scalea része lett, majd hamarosan elnyerte önállóságát.

## Népessége
A népesség számának alakulása:

## Főbb látnivalói
- San Nicola di Mira-templom